# Beefeater
Pour les articles homonymes, voir Beefeaters.

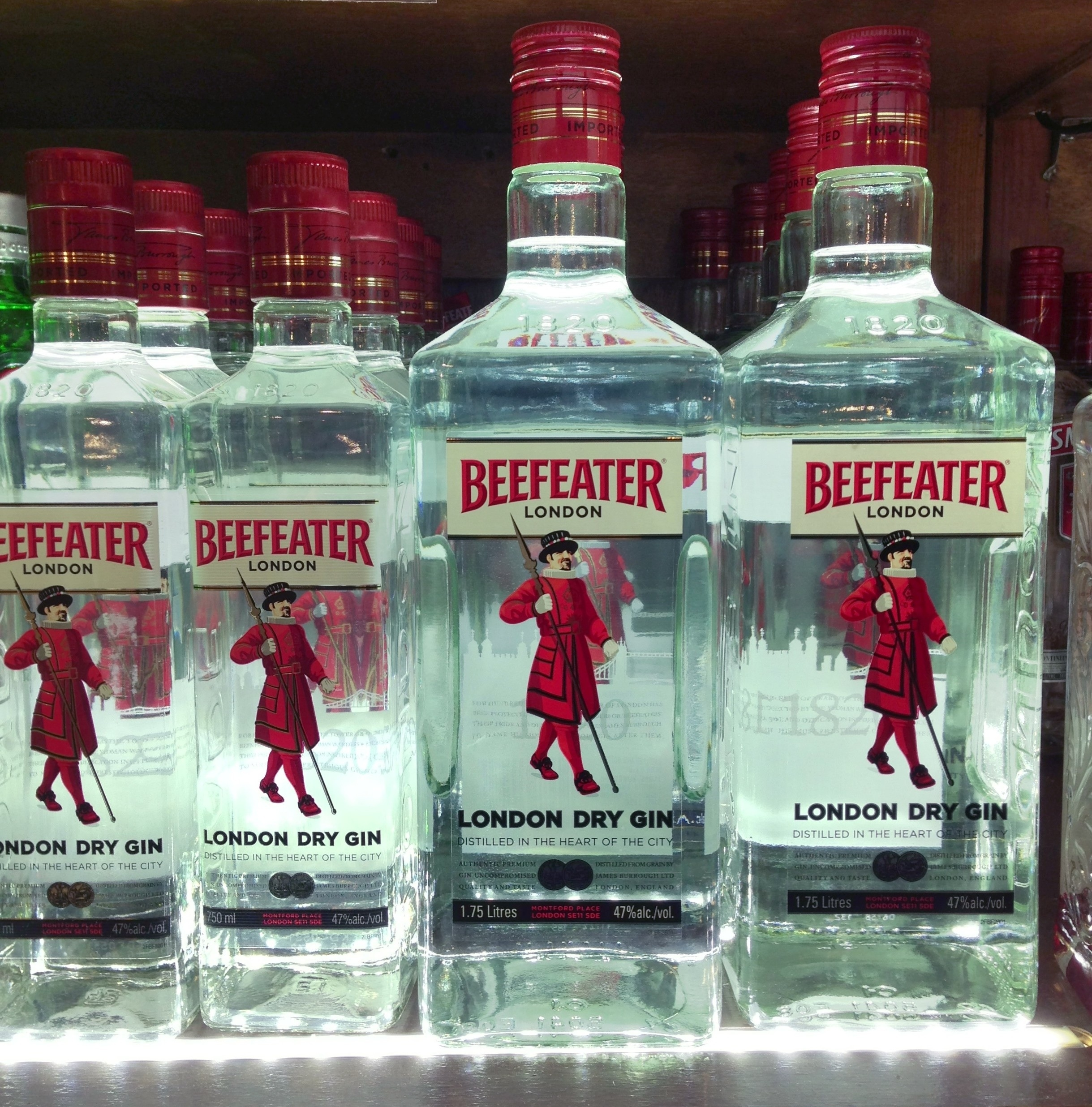
Beefeater

Beefeater est une marque de gin appartenant à Pernod Ricard. La bouteille porte l'effigie d'un « beefeater » (ou Yeomen Warders), gardiens de la Tour de Londres, toujours chargés de faire visiter ce monument et de raconter la fameuse légende des corbeaux.

## Historique
Le gin Beefeater, produit depuis 1820 à Kennington près de Londres, a été créé par James Burrough. Titrant à 40 %, ce gin est distillé dans un esprit d'alcool à « 100 % de grain ». 
Le Beefeater contient neuf plantes : genévrier, de l'angélique (racines et graines), de l'écorce de citron, du genièvre, des graines de coriandre, de l'amande, de la réglisse, de l'orange italienne de Séville, de l'orris, récoltées 24 heures avant une distillation de 8 heures. Depuis l'année de sa création, le gin est ensuite emporté en Écosse, où il est mélangé et mis en bouteille, avant d'être distribué en Royaume-Uni.
La marque appartient au conglomérat Allied Domecq entre 1991 et 2005, date du rachat et partage de ce dernier entre Fortune Brands et Pernod Ricard.